# Ochropleura fuscicosta
Ochropleura fuscicosta là một loài bướm đêm trong họ Noctuidae.